# Provincia Pescara
Pescara este o provincie în regiunea Abruzzo în Italia.